# 白羊乡 (万源市)
白羊乡，是中华人民共和国四川省达州市万源市曾经下辖的一个乡。2020年6月，撤销白羊乡、固军乡，设立固军镇，以原白羊乡和原固军乡所属行政区域为固军镇的行政区域。

## 行政区划
白羊乡撤销前下辖以下地区：
名茶社区、梨树坪村、邬家沟村、涂家垭村、柿树坪村、大地坪村、茶园坪村、胡家营村、泉鸡坝村、三清庙村和新开寺村。